# Lista över kasus
Detta är en lista över grammatiska kasus.
Det finns olika typer av kasus:
- Lokalkasus
- Morfosyntaktiska kasus
- Relationella kasus
- Semantiska kasus
- Statiska kasus
- Temporalkasus

| Kasus                      | Förkortning    | Användning | Exempel | Exempel på språk där kasuset förekommer |
| -------------------------- | -------------- | --- | --- | --- |
| Abessiv/Karitiv/Privativ   | ABE/ABESS/PRIV | Avsaknad av någonting | Utan huset                                                                                                  | Erzya \| Estniska \| Finska \| Enaresamiska \| Komi-syrjänska \| Mariska \| Skoltsamiska \| Quechua |
| Ablativ                    | ABL            | Rörelse bort från någonting                                                                                                  | Bort från huset                                                                                             | Albanska \| Avestiska \| Azerbajdzjanska \| Chuvash \| Erzya \| Estniska \| Evenki \| Finska \| Inuktitut \| Latin \| Manchuiska \| Ossetiska \| Sanskrit \| Tibetanska \| Tlingit \| Tsez \| Turkiska \| Ungerska \| Uzbek \| Västarmeniska \| Yukaghir \| Östarmeniska |
| Absolutiv (1)              | ABS            | Patient, upplevare; subjekt för ett intransitivt verb och direkt objekt för ett transitivt verb                              | Han tryckte dörren och den öppnades                                                                         | Baskiska \| Tibetanska |
| Absolutiv (2)              | ABS            | Patient, ofrivillig upplevare                                                                                                | Han tryckte dörren och den öppnades, han halkade                                                            | Aktiva språk |
| Absolutiv (3)              | ABS            | Patient; upplevare; instrument                                                                                               | Han tryckte dörren med sin hand och den öppnades                                                            | Inuktitut |
| Ackusativ (1)              | ACC            | Patient | Han tryckte dörren och den öppnades                                                                         | Akkadiska \| Albanska \| Arabiska \| Avestiska \| Enaresamiska \| Georgiska \| Latin \| Lettiska \| Litauiska \| Nordsamiska \| Polska \| Rumänska \| Ryska \| Sanskrit \| Serbiska \| Skoltsamiska \| Slovakiska \| Slovenska \| Ukrainska \| Västarmeniska \| Östarmeniska |
| Ackusativ (2)              | ACC            | Direkt objekt för ett transitivt verb; gjord av, ungefär, för en tid                                                         | Jag ser henne                                                                                               | Inuktitut \| Persiska \| Turkiska \| Serbokroatiska |
| Addirektiv                 |                | Riktning mot eller mer sällan "närheten"                                                                                     | | Lezginska (används numera oftast som instrumentalis) |
| Adelativ                   |                | Rörelse från någonstans | | Lezginska (används också med verbet "kunna" och uttrycker en oavsiktlig händelse) |
| Adessiv                    | ADE            | Varpå någonting befinner sig                                                                                                 | Nära/på/vid huset                                                                                           | Estniska \| Finska \| Lezginska \| Litauiska \| Liviska \| Quechua \| Tlingit \| Tsez \| Ungerska |
| Adverbialis                | ADV            | Vara som någonting | Som ett hus                                                                                                 | Georgiska \| Udmurtiska \| Östersjöfinska språk \| Abkhaz |
| Agentiv                    | ACT/AG/AGT     | | | |
| Allativ                    | ALL            | I ungerska och finska: rörelse till (angränsningstest av) något. I finska: rörelse på något.                                 | Till huset påtill huset                                                                                     | Erzya \| Estniska \| Finska \| Inuktitut \| Litauiska \| Manchuiska \| Tlingit \| Tsez \| Turkiska \| Tuvinska \| Ungerska \| Uzbekiska |
| Antessiv                   | ANTE           | Rumslig relation mellan det föregående eller de tidigare förhållandena                                                       | | Dravidiska språk |
| Approximativ               |                | | | Komi-syrjänska \| Votjakiska \| Udmurtiska |
| Apudessiv                  |                | Läge intill något | Bredvid huset                                                                                               | Tsez |
| Associativ                 | ASS            | | | |
| Aversiv/Evitativ           | EVIT           | Substantiv som undviks eller är fruktade                                                                                     | Undvik huset                                                                                                | Warlpiri \| Yidiny |
| Benefaktiv                 | BEN            | För, till förmån för, avsedd för                                                                                             | För huset                                                                                                   | Baskiska \| Quechua \| Telugu |
| Centriskt kasus            | CENT           | | | |
| Citerativ/Kvotativ         | QUOT           | | | |
| Dativ                      | DAT            | Riktning eller mottagare | För/till huset                                                                                              | Albanska \| Polska \| Serbiska \| Skotsk gaeliska \| Slovakiska \| Slovenska \| Tsez \| Turkiska \| Ukrainska |
| Delativ                    | DEL            | Rörelse från (ytan av) någonting                                                                                             | Från (toppen av) huset                                                                                      | Finska \| Ungerska |
| Disjunktiv                 |                | Betonat, endast personliga pronomen                                                                                          | | Franska |
| Distantitiv                |                | Avlägsen plats | Långtifrån huset                                                                                            | |
| Distributiv                | DISTR          | Fördelning | Per hus | Manchuiska \| Tjuvasjiska \| Ungerska |
| Distributiv–temporalis     |                | Hur ofta någonting händer | Dagligen; på söndagar                                                                                       | Ungerska |
| Dubitiv                    |                | | | |
| Egressiv                   |                | Början på en rörelse eller tid                                                                                               | Med början från huset                                                                                       | Komi-syrjänska \| Votjakiska \| Udmurtiska |
| Ekvativ                    |                | Jämförelse med någonting | Liksom huset                                                                                                | Ossetiska \| Sumeriska \| Tlingit \| Tsez |
| Elativ                     | ELA            | Rörelse ut ur | Ut ur huset                                                                                                 | Erzya \| Estniska \| Evenki \| Finska \| Sydsamiska \| Ungerska |
| Ergativ                    | ERG            | Agent; föremål för ett transitivt verb                                                                                       | Han tryckte dörren och den öppnades                                                                         | Baskiska \| Dyirbal \| Georgiska \| Samoanska \| Tibetanska \| Tjetjenska \| Tlingit \| Tsez |
| Ergativ–genitiv            |                | Agent; innehav | Han tryckte dörren och den öppnades; hennes hund                                                            | Klassisk maya \| Inuktitut |
| Essiv                      | ESS            | Tillfälligt tillstånd av varande                                                                                             | Som huset                                                                                                   | Estniska \| Finska \| Enaresamiska \| Inuktitut \| Mittenegyptiska \| Nordsamiska \| Skoltsamiska \| Sydsamiska \| Tsez \| Ungerska |
| Essiv–formalis             |                | Tillstånd som en kvalitet (en typ av form)                                                                                   | Som ett hus                                                                                                 | Manchuiska \| Ungerska |
| Essiv–modalis              |                | Tillstånd som en kvalitet (ett sätt att vara)                                                                                | Som ett hus                                                                                                 | Ungerska |
| Exessiv                    |                | Övergång från ett tillstånd                                                                                                  | Från att vara ett hus (det vill säga det slutar att vara ett hus)                                           | Estniska (sällsynt) \| Finska (dialektalt) |
| Exocentriskt kasus         | EXO            | | | |
| Expletiv                   |                | | | Khanty (ostjakiska) |
| Final                      |                | Slutgiltig orsak | För ett hus                                                                                                 | |
| Formalis                   |                | Tillstånd som en kvalitet | Som ett hus                                                                                                 | Ungerska |
| Genitiv                    | GEN            | Ägande, tillhörighet | Husets/Av huset                                                                                             | Akkadiska \| Albanska \| Arabiska \| Avestiska \| Enaresamiska \| Iriska \| Latin \| Lettiska \| Litauiska \| Manchuiska \| Nordsamiska \| Norska \| Polska \| Rumänska \| Ryska \| Sanskrit \| Skotsk gaeliska \| Serbiska \| Skoltsamiska \| Slovakiska \| Slovenska \| Svenska \| Tibetanska \| Tsez \| Turkiska \| Ukrainska \| Västarmeniska \| Östarmeniska                                                                                             |
| Identiskt kasus            |                | Visar att någonting är identiskt                                                                                             | Vara huset                                                                                                  | Manchuiska |
| Illativ                    | ILL            | Rörelse in i | In i huset                                                                                                  | Erzya \| Estniska \| Finska \| Enaresamiska \| Litauiska \| Nordsamiska \| Skoltsamiska \| Sydsamiska \| Tsez \| Ungerska |
| Inelativ                   | INEL           | Anger någonting "inifrån" (det vill säga "ut ur")                                                                            | Från huset                                                                                                  | Lezginska |
| Inessiv                    | INE            | Inuti någonting | Inne i huset                                                                                                | Baskiska \| Erzya \| Estniska \| Litauiska \| Finska \| Ossetiska \| Sydsamiska \| Tsez \| Ungerska |
| Initiativ                  |                | Utgångspunkten för en handling                                                                                               | Med början från huset                                                                                       | Manchuiska |
| Instruktiv                 |                | Innebörd, svarar på frågan hur?                                                                                              | Medelst huset                                                                                               | Finska |
| Instrumentalis             | INS            | Medel | Med huset                                                                                                   | Avestiska \| Bosniska \| Evenki \| Georgiska \| Kroatiska \| Lettiska \| Litauiska \| Manchuiska \| Polska \| Ryska \| Sanskrit \| Serbiska \| Slovakiska \| Slovenska \| Tjeckiska \| Tsez \| Ukrainska \| Vitryska \| Västarmeniska \| Yukaghir \| Östarmeniska |
| Instrumentalis–komitativ   |                | Medel, i kompani av någonting                                                                                                | Med huset                                                                                                   | Tlingit \| Tjuvasjiska \| Ungerska |
| Intransitiv/Passiv/Patient | INTR/NTR       | Subjekt för ett intransitivt verb eller logiskt komplementet till ett transitivt verb                                        | Dörren öppnades                                                                                             | Kaukasiska språk |
| Intrativ                   |                | Mellan någonting | Mellan husen                                                                                                | Limbu |
| Kausativ                   | CAUS           | Orsak eller anledning | | Quechua \| Telugu \| Tokhariska |
| Kausativ–final             |                | I syfte att, på grund av att                                                                                                 | | Tjuvasjiska \| Ungerska |
| Komitativ                  | COM            | I kompani av något | Med huset                                                                                                   | Dumi \| Enaresamiska \| Estniska \| Finska (sällsynt) \| Ingusjiska \| Nordsamiska \| Skoltsamiska \| Sydsamiska \| Ossetiska (endast i ironi) \| Tibetanska |
| Komparativ                 | COMP           | Likhet med någonting | Lika med huset                                                                                              | Dumi \| Mariska \| Nivchiska \| Permjakiska |
| Konsekutiv                 |                | | För ett hus                                                                                                 | Komi-syrjänska |
| Koordinativ                |                | Mått eller referenspunkt | | Selkupiska |
| Lativ                      | LAT            | Föremål för en rörelse | | Bezhta \| Erzya \| Finska \| Khwarshi \| Laziska \| Moksha \| Selkupiska \| Tsez |
| Lokativ                    | LD/LOC         | Läge | Vid/på/i huset                                                                                              | Avestiska \| Azerbajdzjanska \| Bengali \| Bosniska \| Enaresamiska \| Inuktitut \| Kroatiska \| Latin (begränsad) \| Lettiska \| Litauiska \| Manchuiska \| Nordsamiska \| Polska \| Quechua \| Ryska \| Sanskrit \| Serbiska \| Skoltsamiska \| Slovakiska \| Slovenska \| Sorbiska \| Telugu \| Tjeckiska \| Tjuvasjiska \| Tlingit \| Turkiska \| Ukrainska \| Ungerska (endast för vissa traditionella ortnamn) \| Uzbekiska \| Vitryska \| Östarmeniska |
| Medialis                   |                | | | |
| Modalis                    | CAP/MOD        | Förmåga, avsikt, nödvändighet, skyldighet, tillstånd, möjlighet et cetera                                                    | | Kayardild \| Lardil \| Mariska \| Tangkiska språk |
| Multiplikativ              |                | Antal | Tre gånger                                                                                                  | Finska \| Ungerska |
| Nominativ (1)              | NOM            | Agent, upplevare; föremål för ett transitivt eller intransitivt verb                                                         | Han tryckte dörren och den öppnades                                                                         | Nominativ–ackusativa språk och nominativ–absolutiva språk |
| Nominativ (2)              | NOM            | Agent; frivillig upplevare                                                                                                   | Han tryckte dörren och den öppnades; hon pausade                                                            | Aktiva språk |
| Objektiv (1)               |                | Direkt eller indirekt verbobjekt                                                                                             | Jag såg henne; Jag gav henne boken                                                                          | Bengali \| Tjuvasjiska |
| Objektiv/Oblik (2)         |                | Direkt eller indirekt verb- eller prepositionsobjekt; ett allsidigt kasus för alla situationer förutom nominativ och genitiv | Jag såg henne; Jag gav henne boken; med henne                                                               | Bulgariska \| Danska \| Engelska \| Norska \| Svenska |
| Oblik                      | OBL            | Ett allsidigt kasus för alla situationer förutom nominativ och vokativ                                                       | Beträffande huset                                                                                           | Anglonorman \| Fornfranska \| Fornoccitanska \| Hindi \| Telugu \| Tibetanska |
| Orientativ                 |                | Orientering mot någonting | Vänt mot huset                                                                                              | Tjuktjer \| Manchuiska |
| Ornativ                    |                | Utrustad med någonting | Utrustad med ett hus                                                                                        | Dumi |
| Partitiv                   | PART/PTV       | Del av någonting | Tre av husen                                                                                                | Enaresamiska \| Estniska \| Finska \| Ryska \| Skoltsamiska |
| Pegativ                    | PEG            | Agent i en klausul med ett dativargument                                                                                     | Han gav boken till honom                                                                                    | Tlapanekiska |
| Perlativ                   | PER            | Rörelse genom eller längs | Genom/längs huset                                                                                           | Evenki \| Tokhariska A & B \| Warlpiri \| Yankunytjatjara |
| Pertingent                 |                | I kontakt med någonting | Vidrör huset                                                                                                | Tlingit |
| Possessiv                  |                | Ägande (mer begränsat än genitiv)                                                                                            | Mitt hus | Turkiska |
| Postdirektiv               |                | Någonting mot | | Lezginska |
| Postelativ                 |                | Någonting från | | Lezginska |
| Postessiv                  | POSTE          | Position bakom någonting | | Aghul \| Lezginska |
| Postpositionalkasus        | POST           | | | |
| Prepositionalkasus         | PREP           | När vissa prepositioner företräder substantivet                                                                              | I/på/om huset                                                                                               | Polska \| Ryska \| Slovakiska \| Tjeckiska \| Ukrainska \| Vitryska (notera: det här kasuset kallas lokál på tjeckiska och slovakiska, miejscownik på polska, місцевий (miscevý) på ukrainska och месны (miesny) på vitryska, dessa namn antyder att detta kasus också täcker lokativ.) |
| Prolativ                   | PROL           | Rörelse med hjälp av en yta eller väg                                                                                        | Igenom/via huset                                                                                            | Erzya \| Estniska (sällsynt) \| Finska (sällsynt) \| Komi-syrjänska (2 prolativkasus) \| Tlingit |
| Prosekutiv                 |                | Tvärs eller utmed | Utmed vägen                                                                                                 | Grönländska \| Nenets \| Yaz'va |
| Proximativ                 |                | Närbelägen plats | Nära huset                                                                                                  | Gimív |
| Rektus/Direkt/Direktiv     | DIR            | | | |
| Respektiv                  |                | Kort lokativ | Hendas *"i ögat"                                                                                            | Quenya |
| Revertiv                   |                | Bakåt till någonting | Mot huset                                                                                                   | Manchuiska |
| Semblativ                  |                | Likhet med någonting | Det trädet är som ett hus                                                                                   | Wagiman |
| Separativ                  |                | | | Äldre khanty |
| Sociativ                   |                | Tillsammans med någonting | Med huset                                                                                                   | Ngasan \| Ossetiska \| Ungerska |
| Subdirektiv                |                | Orsak, kan betyda "eftersom" eller "av" (då i meningar som "mannen dog av en sjukdom")                                       | | Lezginska |
| Subelativ                  |                | Underifrån, från, från emot, med eller av någonting                                                                          | | Lezginska |
| Subessiv                   | SUBE           | Under någonting | Under/nedanför huset                                                                                        | Bezhta \| Tsez |
| Sublativ                   | SUBL           | Rörelse påtill ytan eller under någonting                                                                                    | På(till) huset/under huset                                                                                  | Finska (sällsynt) \| Tsez \| Ungerska |
| Superdirektiv              |                | Påtill, fram till eller i någonting, markerar det språk som används                                                          | | Lezginska |
| Superelativ                |                | Av, efter eller än | | Lezginska |
| Superessiv                 | SUPE           | På ytan | På (toppen av) huset                                                                                        | Finska (vissa pronomen) \| Ossetiska \| Permjakiska \| Tsez \| Ungerska |
| Superlativ                 | SUP/SUPL       | Rörelse uppå | Uppå huset                                                                                                  | Permjakiska |
| Supertermitativ            |                | | | Permjakiska |
| Temporalis                 | TEMP           | Tidsangivelse (används endast för tidsuttryck)                                                                               | Exempelvis hétkor "vid sju" eller hét órakor "klockan sju"; éjfélkor "vid midnatt"; karácsonykor "vid jul". | Ungerska |
| Terminativ                 | TERM           | Gräns i tid och rum | Såvitt huset                                                                                                | Estniska \| Manchuiska \| Ungerska \| Tjuvasjiska |
| Transitiv                  | TR/TRANS       | | | Komi-syrjänska \| Udmurtiska \| Yaz'va |
| Translativ                 | TRANSL         | Förändring av ett tillstånd till ett annat                                                                                   | (Svarva) intill ett hus                                                                                     | Erzya \| Estniska \| Finska \| Khanty \| Manchuiska \| Ungerska |
| Vialis                     | VIA            | Igenom eller invid | Via huset/igenom huset                                                                                      | Inuktitut |
| Vokativ                    | VOC            | Adressering av någon, med eller utan en preposition                                                                          | Hej pappa! Fader!                                                                                           | Albanska (sällsynt) \| Avestiska \| Nahuatl \| Sanskrit \| Skotsk gaeliska \| Serbiska \| Telugu \| Ukrainska \| Vitryska (sällsynt) |

Diagram över de grundläggande kasusen
|          | Interiör | Yta        | Närbelägenhet | Tillstånd  |
| -------- | -------- | ---------- | ------------- | ---------- |
| Från     | Elativ   | Delativ    | Ablativ       | Exessiv    |
| På/i     | Inessiv  | Superessiv | Adessiv       | Essiv      |
| (In)till | Illativ  | Sublativ   | Allativ       | Translativ |
| Via      | Perlativ | Vialis     | Prosekutiv    | Prolativ   |